# Babylonia (Zeitschrift)
Babylonia ist der Titel einer schweizerischen viersprachigen Zeitschrift (deutsch, französisch, italienisch, rätoromanisch) für den Sprachunterricht und das Sprachenlernen. Pro Jahr werden 3 Hefte, die jeweils einem Thema gewidmet sind, mit Beiträgen von Sprachlehrpersonen,  Sprachdidaktikern und Sprachforschenden publiziert. Die Beiträge werden in der Originalsprache mit einer anderssprachigen Zusammenfassung veröffentlicht. Verlegt und herausgegeben wird die Zeitschrift vom Verein Babylonia Schweiz.